# Castell de Mura
El castell de Mura és una obra del municipi de Mura (Bages) declarada bé cultural d'interès nacional.

## Descripció

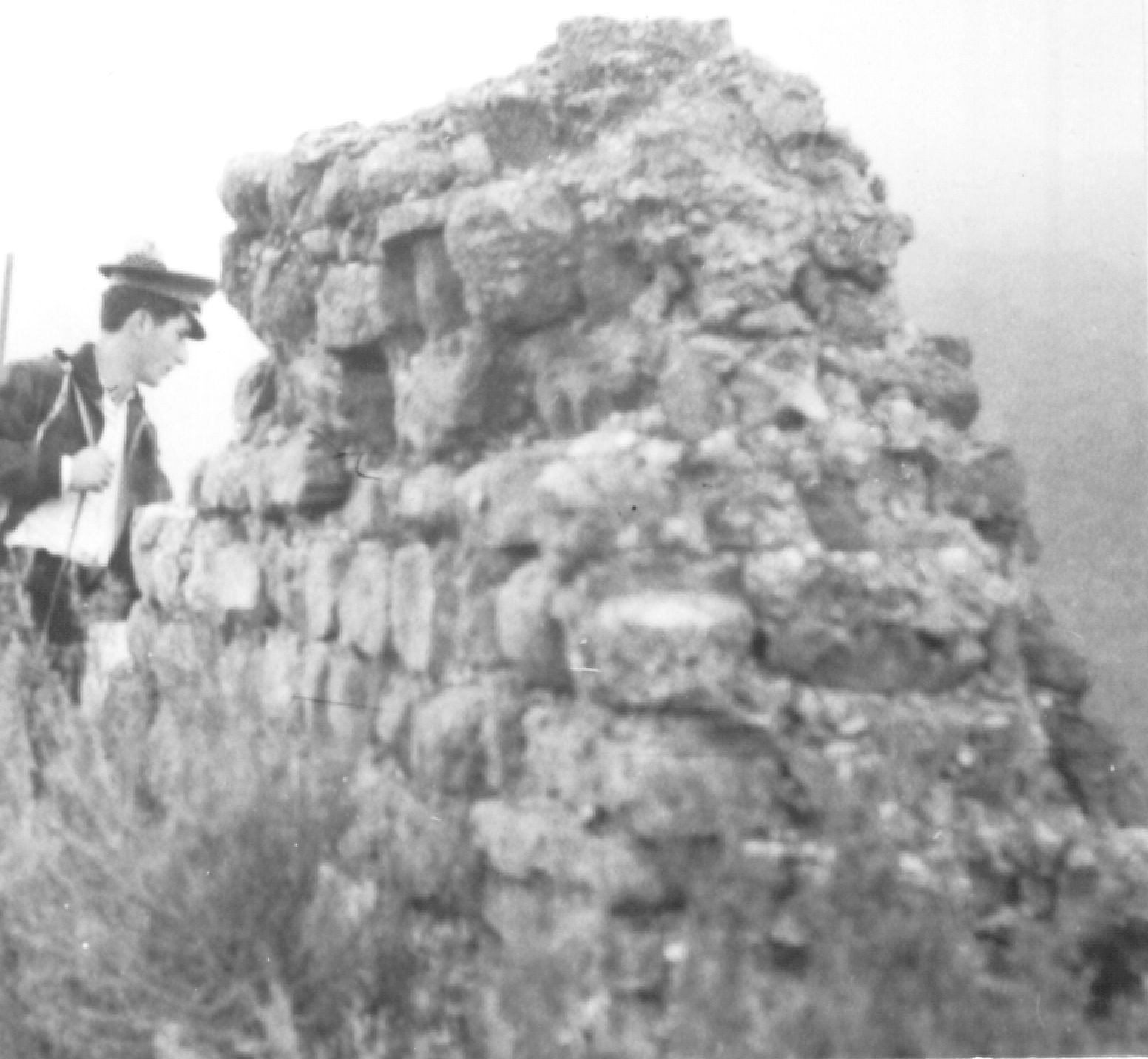
Restes del castell. Fotografia feta per Pere Català i Roca el 1962.

Les restes del castell les componen un fragment de muralla situat a l'oest junt a un espadat, i els basaments d'una torre trapezial, situats a l'angle nord-est del pujol.
El tros de muralla conservat té una llargària de 7,30 m., encara que pel cantó de tramuntana va perdent alçada fins a quedar colgat a terra. La seva alçada màxima a l'exterior arriba a uns tres metres. L'obra està feta de grossos carreus tallats toscament, però col·locats en fileres i units amb morter.
Els basaments de la torre assoleixen 1,95 m. al punt més alt. Els murs tenen 95 cm de gruix i presenten unes espitlleres quadrades. La construcció està realitzada amb blocs de pedra mitjans i petits, toscament escairats i amb tendència a formar fileres. El morter que els uneix és de color gris, format per sorra de gra fi i calç.

## Etimologia
El nom etimològic de Mura sembla que ve del llatí Murus, i no fóra estrany que aquesta denominació provingués del fet que hi havia un castrum o lloc emmurallat ibèric o romà.

## Història
Aquest castell formava part d'un conjunt de castells adjudicats a la comtessa Ermessenda de Carcassona. Es tracta d'un castell comtal, però que al 978 va acabar aquest domini; el comte Borrell i la seva dona Ledgarda se'l vengueren, juntament amb altres possessions, a Riculf. Aquest, va fer una donació poc després a Sant Benet de Bages. El 1023, quan semblava que els comtes havien perdut el domini sobre el castell, tornem a trobar que la comtessa Ermessenda empenyora al seu fill, Berenguer Ramon I, diversos castells entre ells el de Mura, fet que demostra que continuaven sent els senyors eminents del castell.
Al s. XII la castellania radicà en la família Santa Coloma. Al s. XIII el castell entra en el joc de venda per part de rei i de redempció per part de la ciutat de Manresa. Passà a ser propietat de la família Guàrdia, que van engrandir i reedificar la fortalesa. Posteriorment, passà als Ponç i Armengou de Banyeres, i a mitjan s. XIII passa a ser propietat de la corona, i el rei en Jaume en feu donació, primer, el 1223 a en Guillem de Santa Fe i després, el 1228 a Pere Ponç de Banyeres. El 1293, la corona, havent recobrat el castell, l'encomanà al veguer de Manresa. El 1316, el rei Jaume II, el va vendre a la comtessa de Pallars. Més tard, en ple s. XIV, la corona el ven a Hug de Montcada, però a la mort d'aquest el rei Pere III el Cerimoniós revoca l'antiga donació i el passa a Pere de Planella, camarlenc reial.
Al començament del s. XV, Martí I l'Humà adquireix de nou el castell per vendre'l a Ramon Sescomes. Aquesta família el regenta i el passa per successió a la família Cordelles.
L'arxiduc Carles III d'Àustria, volent premiar els serveis de Felicià de Cordelles en la guerra contra els francesos, li atorgà el títol de Marquès de Mura (1707).
En aquest segle el castell queda abandonat i es va anar enderrocant. Vendes i recaudacions successives fins al 1400, any en què el rei Martí I el vengué a Martí de Comes, de qui va passar per matrimoni a la família Peguera i a la família Cortadelles, fins a la desaparició dels senyorius jurisdiccionals.

## Publicacions
- Antoni Ferrando Roig. El parc natural de Sant Llorenç del Munt. Història i arqueologia vistes per un excursionista. Unió Excursionista de Sabadell. 1983. Arxivat 2023-01-05 a Wayback Machine.
- Antoni Ferrando Roig. Els castells del rodal del Montcau. Publicacions de l'Abadia de Montserrat. 1992. Arxivat 2023-01-05 a Wayback Machine.